# Антиох Кантемир (поет)
Антио̀х Дмѝтриевич Кантемѝр (на руски: Антиох Дмитриевич Кантемир) е руски поет, княз, придворен и дипломат.
Роден е на 21 септември 1708 година в Цариград в семейството на Димитрие Кантемир, молдовски аристократ, който за кратко е войвода на Молдова, но през 1711 година е пренуден да бяга в Русия. Израства в императорския двор, като играе активна роля при идването на власт на императрица Анна Ивановна. Пише сатирични стихове и е смятан за най-изтъкнатия руски поет на своето време. През 1732 година става руски посланик в Лондон, а през 1738 година – в Париж.
Антиох Кантемир умира от туберкулоза на 11 април 1744 година в Париж.